# 京厦高速动车组列车
京厦高速动车组列车是中国铁路运行于首都北京市北京南站至福建省厦门市厦门北站的高速动车组列车，途经北京市、河北省、天津市、山东省、江苏省、安徽省、浙江省、福建省六省二市，现每天开行4对列车。其中G301/322次、G321/326次列车客运乘务由南昌局集团福州客运段担任，G323/304次、G325/324次列车客运乘务由北京局集团天津客运段津福高铁车队担任。

## 历史
2015年7月1日，配合合福客运专线通车，新增北京南~厦门北高速动车组列车3对，同时停运原经由京沪高铁、宁杭高铁、杭深铁路的北京南~厦门北G165/166次。
2019年1月5日，配合南龙铁路通车，北京南~厦门北G323/322次列车在建瓯西至厦门北区间改经南龙铁路、龙漳铁路、杭深铁路运行。
2023年10月11日，配合甬广高速铁路福州至漳州段开通，G301/304次列车延长至厦门北站始发终到，同时G321/326次、G325/324次列车计2对在福州站至厦门北站间改经福平铁路、甬广高铁运行，G323/322次列车在漳州站至厦门北站间改经龙漳铁路、甬广高铁运行。
2024年1月10日，配合南昌局集团担任G1055/1056次列车开行工作，G322次列车厦门北至建瓯西间改经甬广高铁、福平铁路、合福高铁运行并改由南昌局集团担任，G304次列车厦门北至建瓯西间改经甬广高铁、龙漳铁路、南龙铁路运行并改由北京局集团担任。
2024年6月，全国铁路运行图调整，G325/G324次列车始发站由北京南站延长至北京站。
2025年4月30日，G321/326次途中部分绕行商杭高铁。

## 使用列车
G301/322次、G321/326次列车使用配属南昌局集团厦门北动车运用所的CR400AF-Z，重联运行；G323/304次列车使用配属北京局集团北京南动车运用所的CR400BF-Z，重联运行；G325/324次列车使用配属北京局集团曹庄动车运用所的CRH380B，重联运行。